# 14919 Robertohaver
14919 Robertohaver (1994 PG) là một tiểu hành tinh vành đai chính được phát hiện ngày 6 tháng 8 năm 1994 bởi A. Boattini và M. Tombelli ở San Marcello Pistoiese.